# Autour de Toussenel
Aerospiza toussenelii
Espèce
Statut de conservation UICN

 LC  : Préoccupation mineure
Statut CITES
L'Autour de Toussenel (Accipiter toussenelii) est une espèce d'oiseaux de la famille des Accipitridae. En langue française, son nom vernaculaire, qui fait référence à l'autour, rend hommage au journaliste français Alphonse Toussenel.

## Répartition et sous-espèces
Cette espèce vit en Afrique équatoriale.
D'après la classification de référence (version 14.1, 2024) de l'Union internationale des ornithologues il possède 4 sous-espèces (ordre philogénique) :
- Accipiter toussenelii macrocelides (Hartlaub, 1855) — du Sénégal à l'ouest du Cameroun ;
- Accipiter toussenelii lopezi (Alexander, 1903) — Bioko ;
- Accipiter toussenelii toussenelii (Verreaux, J, Verreaux, É & des Murs, 1855) — Afrique centrale;
- Accipiter toussenelii canescens (Chapin, 1921) — est de la RDC et Ouganda.